# Chica de al lado

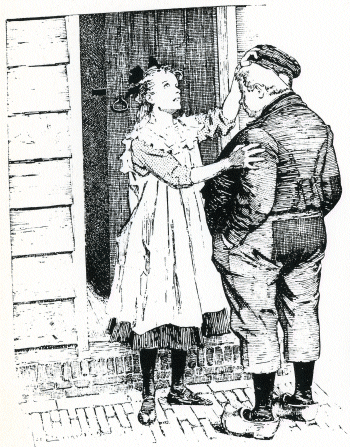
Dik Trom y la chica ciega de al lado (por Johan Braakensiek)

La chica de al lado es un personaje femenino que suele aparecer en las historias románticas. Se llama así porque a menudo vive al lado del protagonista o es una amiga de la infancia. Comienzan con una amistad que más tarde suele convertirse en atracción romántica.

## Características
El personaje de la chica de al lado suele representarse como natural, inocente y sin pretensiones. Evocadora de nostalgia, se asocia con las ciudades pequeñas y los modos de vida locales o incluso rurales. Por ejemplo, la actriz y cantante Doris Day, «la chica de al lado de Hollywood», famosa por sus papeles en películas románticas de los años 1950, fue la pionera de este tipo de personaje en el cine. En televisión, la comedia de situación La isla de Gilligan ofrecía el personaje de Mary Ann Summers (interpretado por Dawn Wells), con su encanto de chica de al lado en contraste con el glamuroso personaje de la estrella de cine Ginger Grant (Tina Louise). La larga popularidad de la serie llevó a la pregunta «¿Ginger o Mary Ann?» una forma abreviada de preguntar a alguien si prefería un tipo de chica de al lado o un tipo glamuroso.
El triángulo amoroso es un tropo común en la ficción y a menudo implica a un protagonista masculino atrapado entre su deseo por dos mujeres, una de ellas la «dulce, ordinaria y cariñosa chica de al lado» con la que creció, y la otra una mujer más acomodada o hermosa de moral más baja. El hombre puede rechazar a esta última por la chica de al lado, o puede ser ignorado por la hermosa mujer mientras ella persigue a un hombre más deseable.